# حوزه انتخابیه پنجم میشیگان
حوزه انتخابیه پنجم میشیگان یک حوزه انتخابیه مجلس نمایندگان آمریکا است که در ایالت میشیگان قرار دارد.